# Alessandro Matri
Alessandro Matri (Sant'Angelo Lodigiano, 19 augustus 1984) is een voormalig Italiaans betaald voetballer die doorgaans centraal in de aanval speelde. In 2016 ging hij voor US Sassuolo voetballen. In 2011 debuteerde hij in het Italiaans voetbalelftal. In mei 2020 zette hij een punt achter zijn carrière, nadat hij geen club kon vinden na zijn vertrek bij Sassuolo in januari.

## Clubstatistieken
| Seizoen | Club         | Competitie | Wedst | Goals |
| ------- | ------------ | ---------- | ----- | ----- |
| 2002/03 | AC Milan     | Serie A    | 1     | 0     |
| 2003/04 | AC Milan     | Serie A    | 0     | 0     |
| 2004/05 | → Prato      | Serie C1   | 32    | 5     |
| 2005/06 | → Lumezzane  | Serie C1   | 32    | 13    |
| 2006/07 | → Rimini     | Serie B    | 28    | 4     |
| 2007/08 | Cagliari     | Serie A    | 34    | 6     |
| 2008/09 | Cagliari     | Serie A    | 31    | 6     |
| 2009/10 | Cagliari     | Serie A    | 38    | 13    |
| 2010/11 | Cagliari     | Serie A    | 22    | 11    |
| 2010/11 | → Juventus   | Serie A    | 15    | 8     |
| 2011/12 | Juventus     | Serie A    | 31    | 10    |
| 2012/13 | Juventus     | Serie A    | 22    | 8     |
| 2013/14 | AC Milan     | Serie A    | 15    | 1     |
| 2013/14 | → Fiorentina | Serie A    | 15    | 4     |
| 2014/15 | → Genoa      | Serie A    | 16    | 7     |
| 2014/15 | → Juventus   | Serie A    | 5     | 0     |
| 2015/16 | → Lazio      | Serie A    | 19    | 4     |
| 2016/17 | Sassuolo     | Serie A    | 31    | 8     |
| 2017/18 | Sassuolo     | Serie A    | 23    | 3     |
| 2018/19 | Sassuolo     | Serie A    | 19    | 2     |
| 2019/20 | → Brescia    | Serie A    | 0     | 0     |
|         |              | Totaal     | 429   | 113   |

## Erelijst
| Kampioen Serie A | 3x | 2011/12, 2012/13, 2014/15 |
| Coppa Italia     | 1x | 2014/15                   |
| Supercoppa       | 2x | 2012, 2013                |